# 劉賢妃 (宋高宗)
劉賢妃（12世纪—1187年），臨安人，南宋高宗贵妃。《宋史》中稱劉賢妃，《建炎以來繫年要錄》中記為劉貴妃。

## 生平
紹興十年（1140年）為紅霞帔，紹興十三年（1143年）轉司記，紹興十六年（1146年）封才人，紹興十七年（1147年）封婕妤，紹興二十三年（1153年）封婉容，紹興二十四年（1154年）封貴妃。《金史》记载当时宋朝后宫中的刘贵妃因美貌出眾，倾城艳名盛于天下，金国皇帝完颜亮在南征之前命人做好衣衾，准备等攻灭南宋、俘虏刘贵妃时使用。完颜亮在1161年被杀，事遂不果。
刘贤妃恃寵驕侈，因為盛夏熱，試著用水晶飾做為腳踏墊，高宗看到，拿來做為枕頭，贤妃害怕，撤去不用。刘贤妃於淳熙十四年去世，高宗很悲傷，因此得病，不久也去世了。
她的父親劉懋，累官昭慶軍節度使。金人南侵時，獻錢二萬緡做為軍興費。母親永嘉郡夫人李氏在建炎年間特赠荣国夫人。弟弟劉允升，紹興末為和州防禦使、知閣門事。奉使還，遷蘄州防物使、福州觀察使。
绍兴二十四年二月二十四日，诏进封亲属并本位官吏依例合行推恩。叔父保义郎、合门祗候劉懃，与转两官，叔父忠翊郎劉愿，特除合门祗候；弟弟劉允升特于遥郡上转行两官，候服阕日收使，堂弟承节郎劉允中、承信郎劉允恭各与转两官，堂弟劉允迪与补承信郎，堂妹婿张文中与补承信郎。

## 延伸阅读
[在维基数据编辑]
 《宋史·卷243》，出自脱脱《宋史》